# Basilius Besler

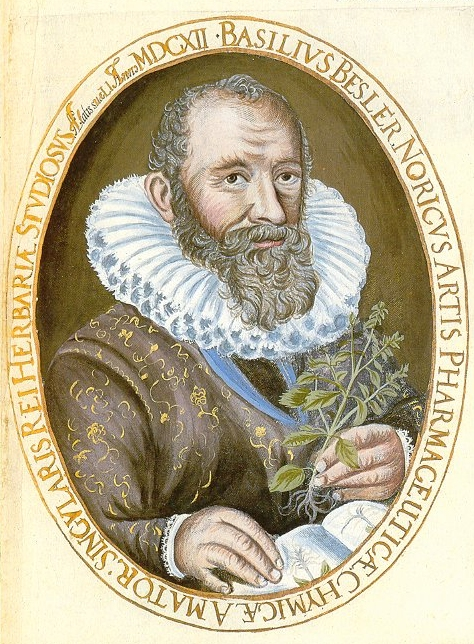
Porträt von Basilius Besler, ca. 1613

Basilius Besler, auch Basil Besler (* 13. Februar 1561 in Nürnberg; † 13. März 1629 ebenda), war ein deutscher Apotheker, Botaniker und Verleger sowie Illustrator. Sein offizielles botanisches Autorenkürzel lautet „Besler“.

## Leben und Werk
Besler betrieb die Apotheke „Zum Marienbild“ in Nürnberg und hatte einen eigenen botanischen Garten sowie ein Naturalienkabinett.
1597 beauftragte ihn der Bischof von Eichstätt, Johann Konrad von Gemmingen, mit der Anlage eines botanischen Gartens auf dem Gelände der Willibaldsburg. Auf einem Gelände mit einer Größe von etwa einem Hektar legte er auf acht Terrassen den Garten an. Er bediente sich dabei der Unterstützung der Botaniker Joachim Camerarius, Ludwig Jungermann sowie Carolus Clusius, der bereits den Residenzgarten in Wien angelegt hatte. Der Garten in Eichstätt wurde bald in weiten Kreisen berühmt.
Die Pflanzen im Eichstätter Garten wurden Ausgangspunkt für den berühmten Hortus Eystettensis (erschienen in Eichstätt und Nürnberg 1613), ein Pflanzenbuch des Barock, mit dessen Herausgabe Besler beauftragt wurde. Im Buch werden auf 367 kolorierten Kupferstichen auf 850 Seiten insgesamt 1084 Pflanzen behandelt. Das Werk übertraf durch Anzahl und Qualität der Tafeln alle entsprechenden zeitgenössischen Arbeiten. Es ist das erste Florilegium, das sich auf einen einzigen Garten bezieht. Da Besler selbst kein Botaniker war, hatte er als Mitautor Ludwig Jungermann gewonnen. Sein Werk zählt zu den großen Kostbarkeiten der botanischen Literatur und wurde sogar 100 Jahre später von Carl von Linné genutzt, obwohl es nicht der später etablierten Nomenklatur folgte, sondern die Pflanzen teilweise nach ihrer Blütezeit sortierte. Hortus Eystettensis erschien in mehreren Auflagen und in verschiedenen Ausstattungen (schwarz/weiß, koloriert, mit und ohne Text). Ein kolorierter Prachtband mit 14 kg Gewicht kostete so viel wie ein stattliches Haus. Weltweit gibt es noch etwa 28 Exemplare des Werks.

## Ehrentaxon
Charles Plumier benannte ihm zu Ehren die Gattung Besleria der Pflanzenfamilie der Gesneriengewächse (Gesneriaceae). Carl von Linné übernahm später diesen Namen.

## Galerie einiger Werke

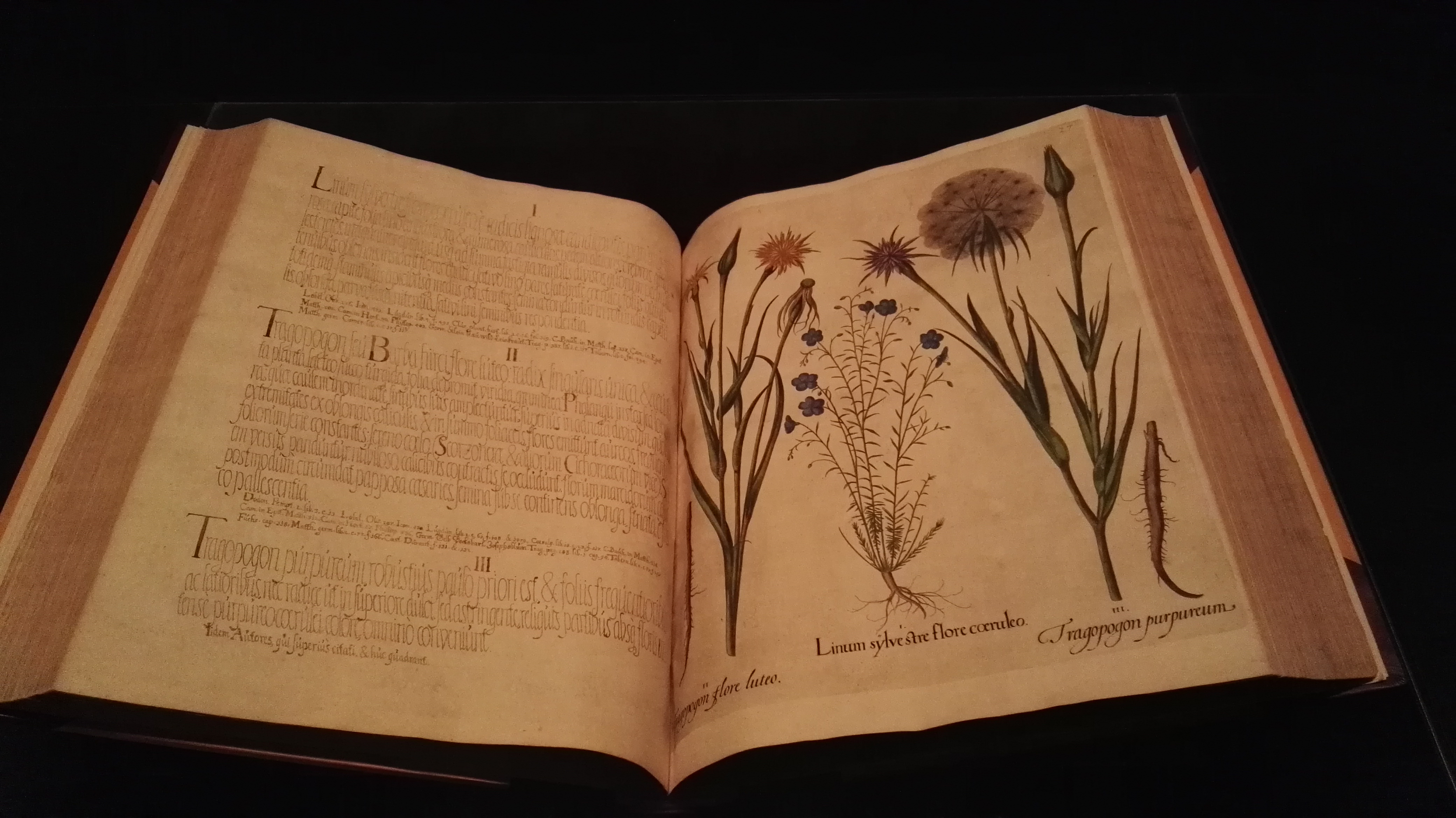
Hortus Eystettensis im Buchmuseum der SLUB Dresden
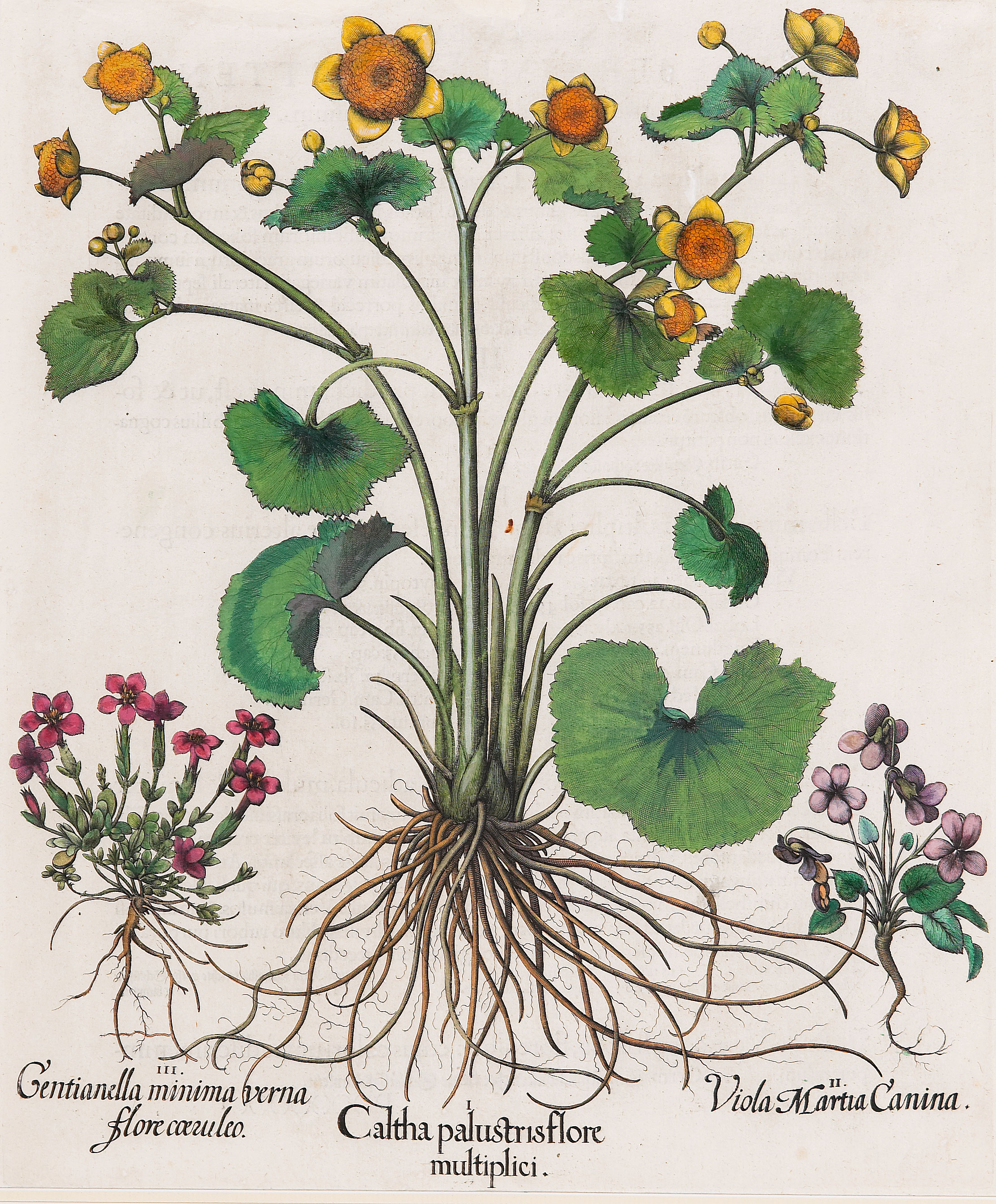
Sumpfdotterblume (Caltha palustris)
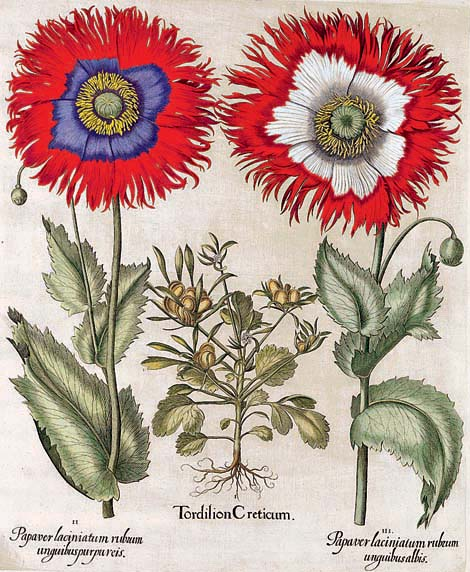
Papaver laciniatum, Hortus Eystettensis, 1613
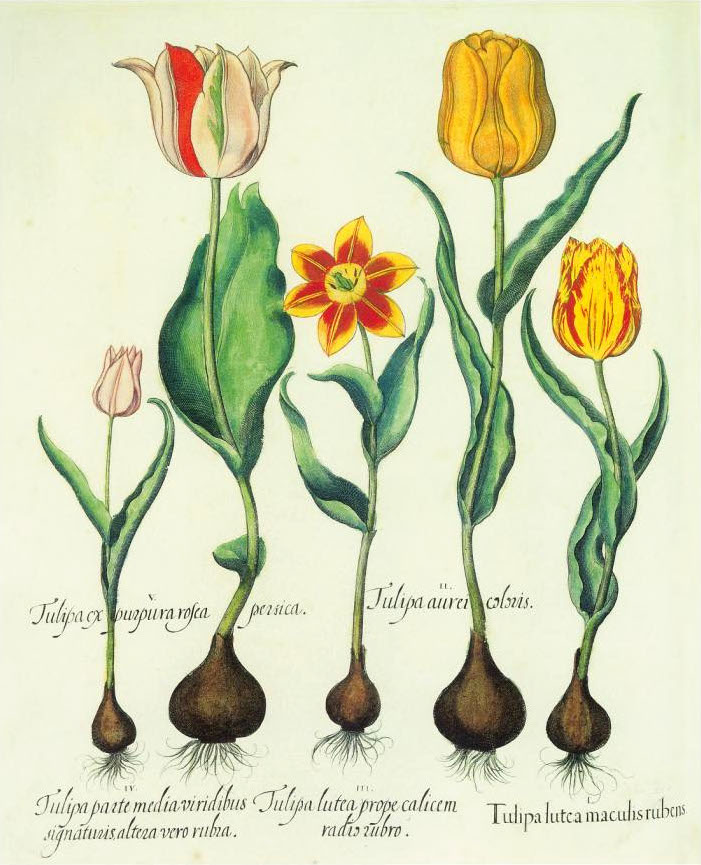
Tulpen, 1613
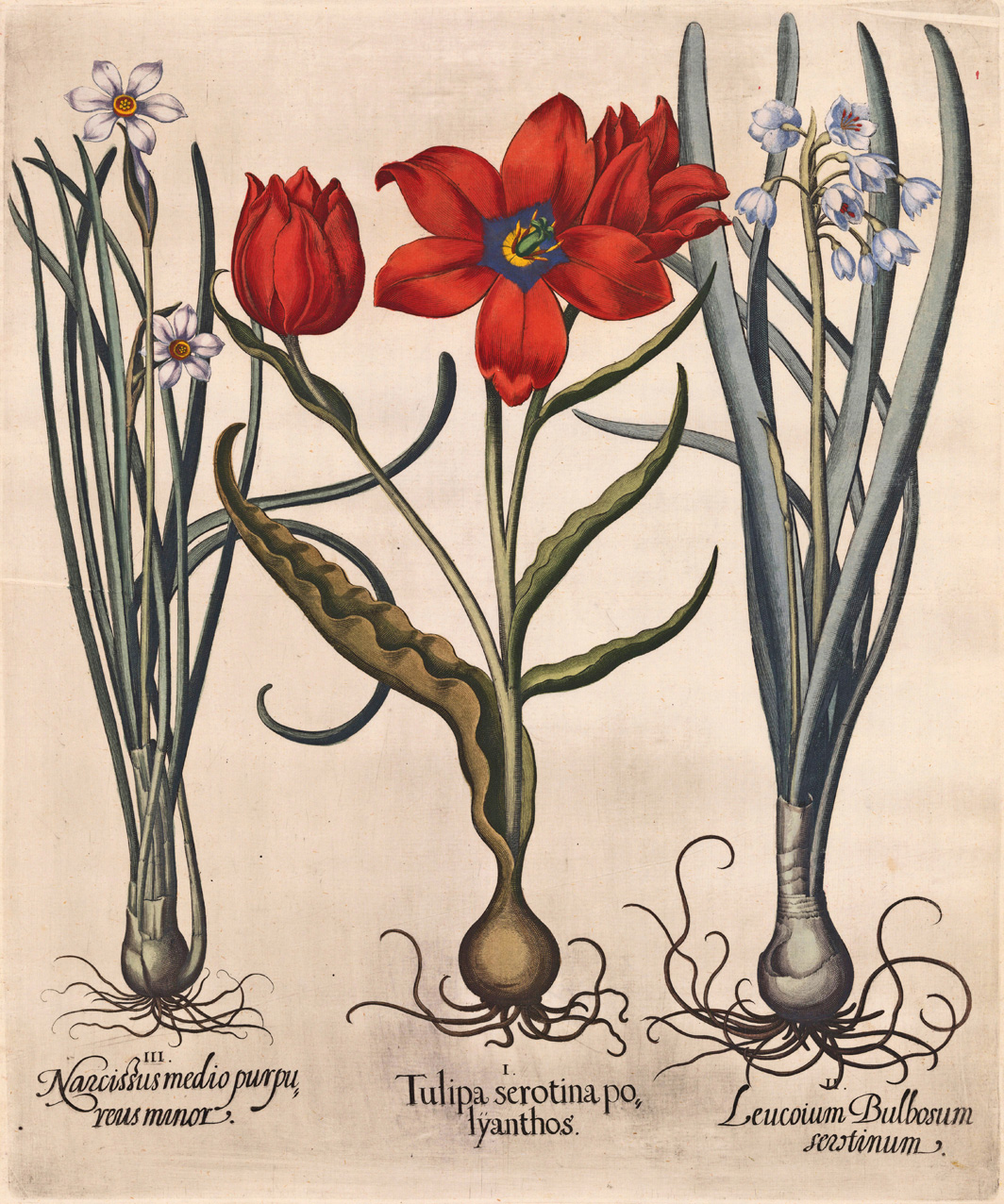
Tulpen, Hortus Eystettensis
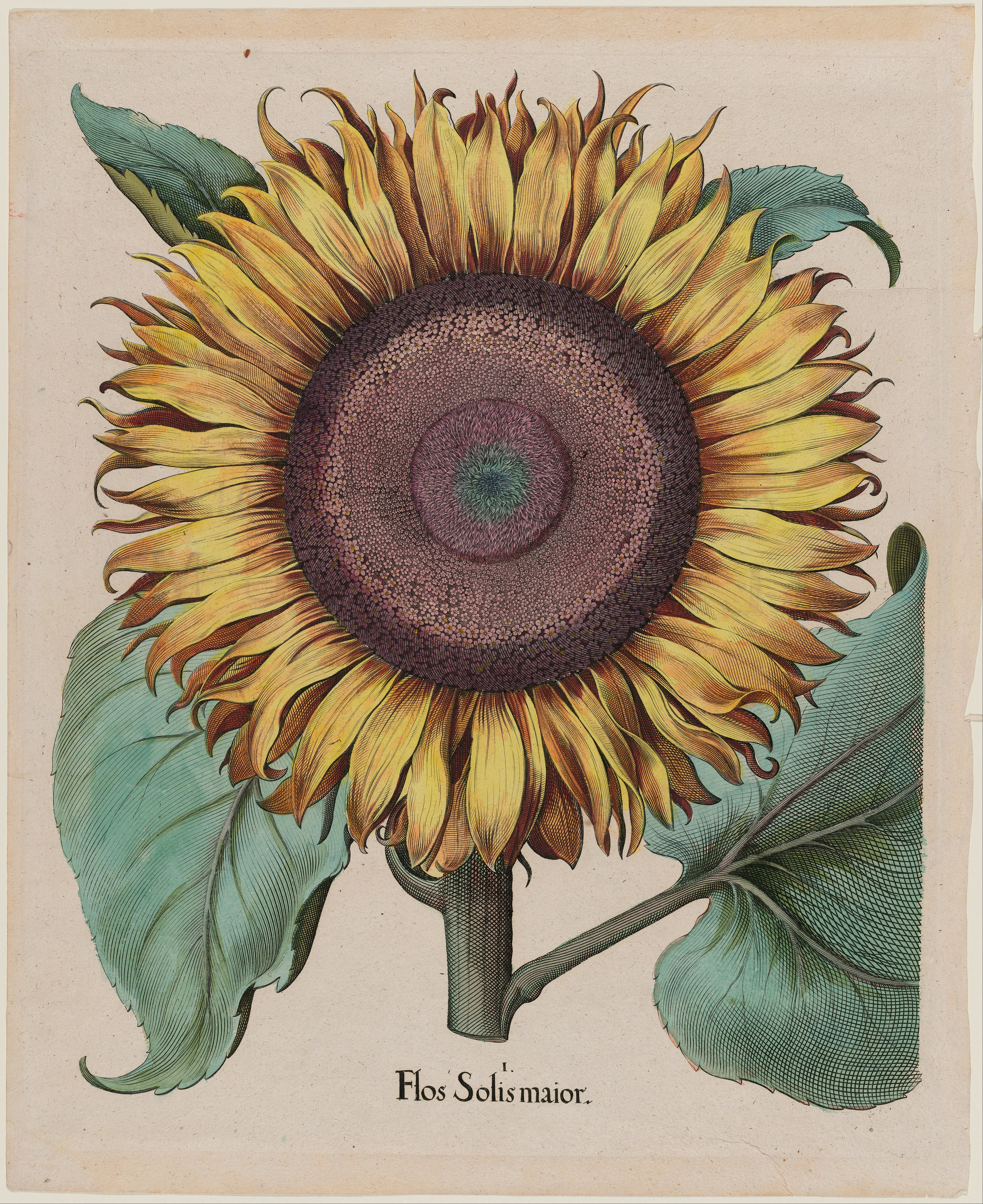
Sonnenblume, Museum of Fine Arts, Boston
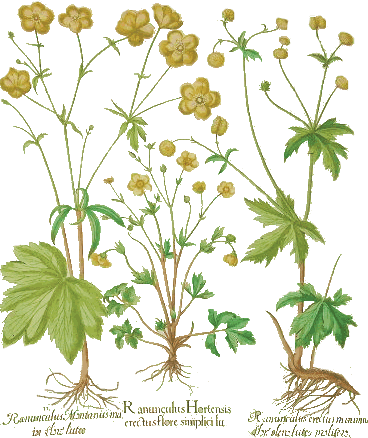
Hahnenfußgewächse (Ranunculaceae), Hortus Eystettensis, 1613
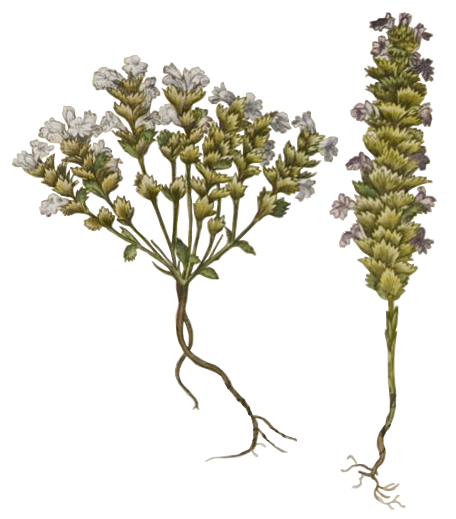
Augentrost (Euphrasia), Hortus Eystettensis
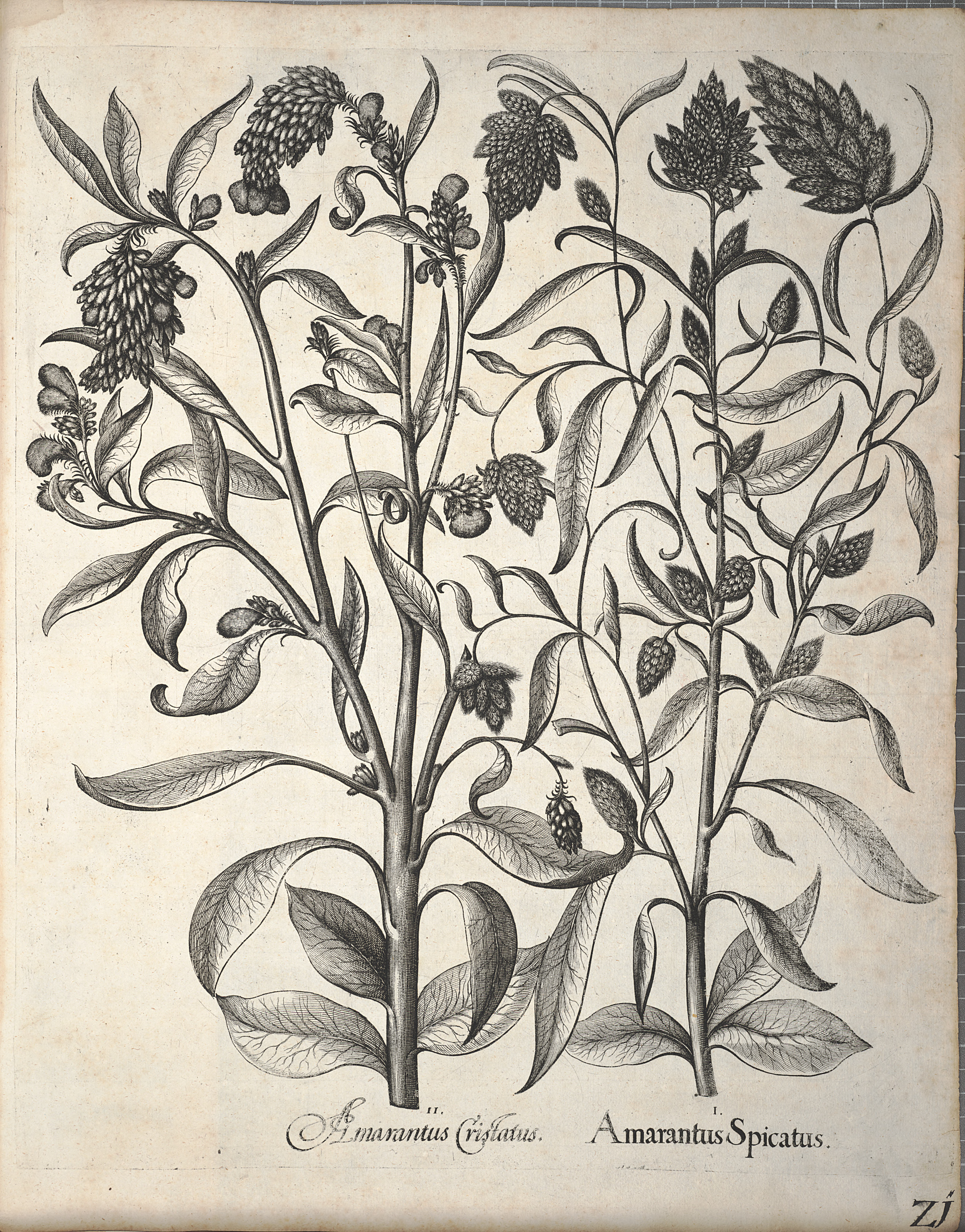
Zwei Amarantarten (Amaranthus), Hortus Eystettensis, 1640
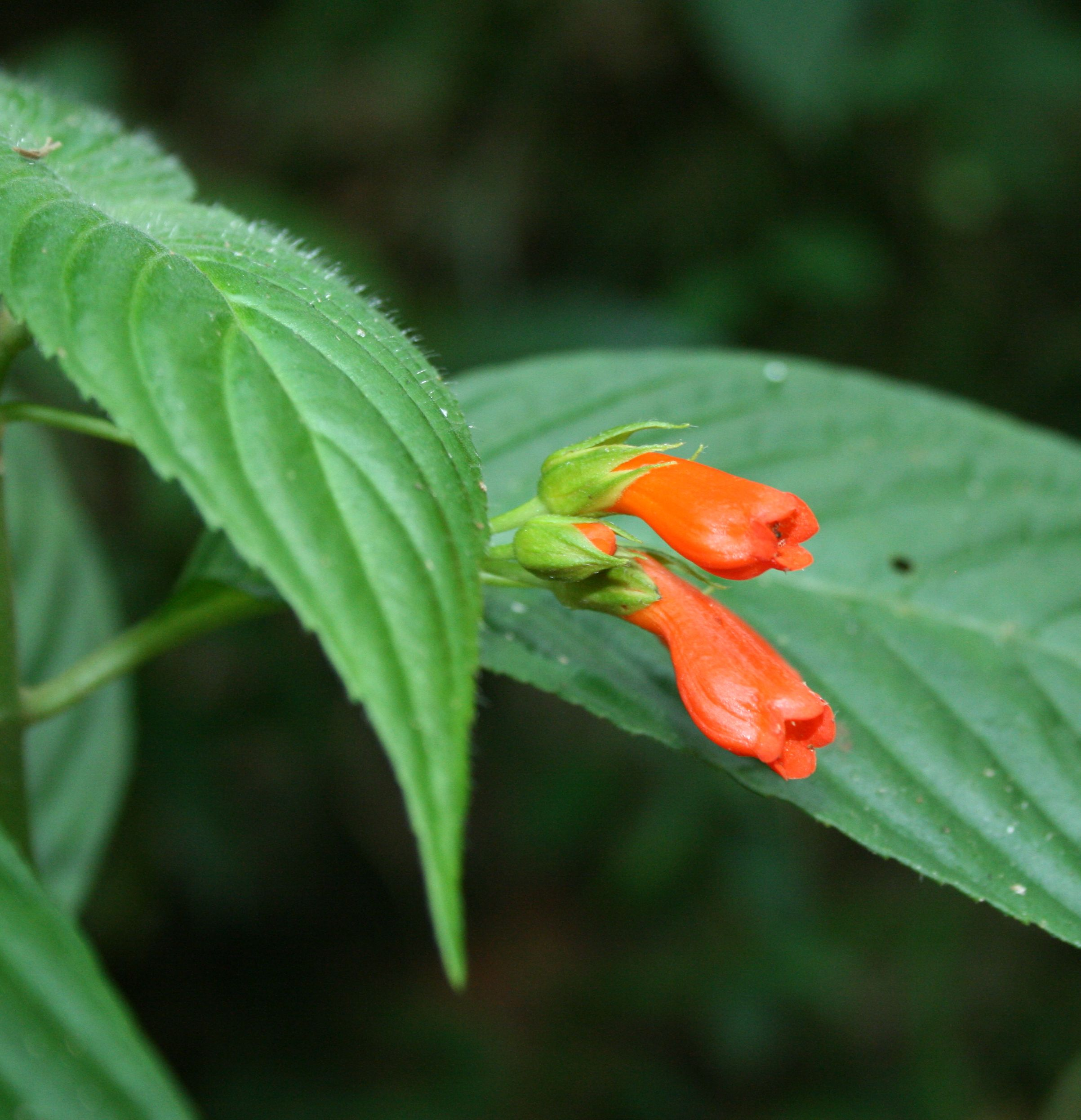
Blüte von Besleria laxiflora, aus der nach Besler benannten Gattung